# 厄迪库尔
厄迪库尔（法語：Heudicourt，法語發音：[ødikuʁ]）是法国上法蘭西大區索姆省的一个市镇，属于佩罗讷区。

## 地理
厄迪库尔（50°1'23"N, 3°4'44"E）面积12.71 平方千米，位于法国上法蘭西大區索姆省，该省份为法国北部沿海省份，北起加来海峡省和北部省，西接滨海塞纳省和大西洋英吉利海峡，南至瓦兹省，东临埃纳省。
与厄迪库尔接壤的市镇（或旧市镇、城区）包括：古佐库尔、维莱吉兰、梅斯昂库蒂尔、埃佩伊、居扬库尔索库尔、列拉蒙、索雷尔。
厄迪库尔的时区为UTC+01:00、UTC+02:00（夏令时）。

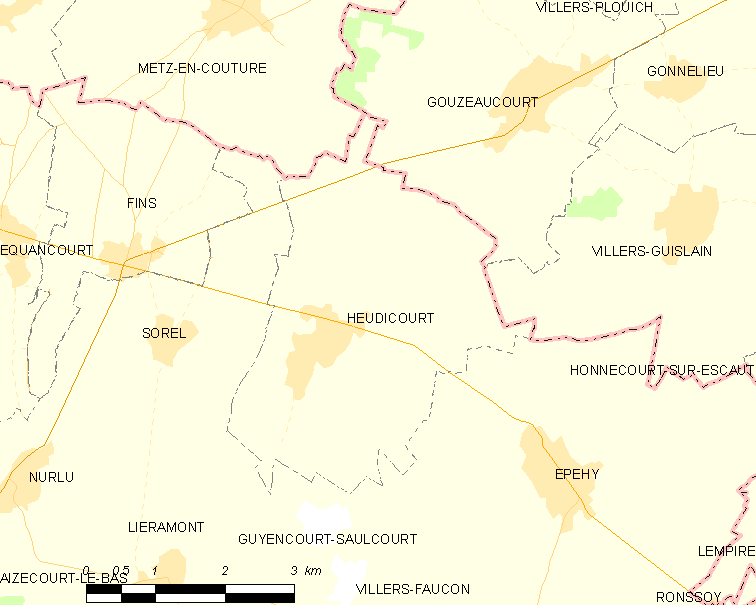
厄迪库尔的OSM定位图

## 行政
厄迪库尔的邮政编码为80122，INSEE市镇编码为80438。

## 政治
厄迪库尔所属的省级选区为佩罗讷县。

## 人口

1962-2008年间厄迪库尔人口变化图示

厄迪库尔于2022年1月1日时的人口数量为521人。